# Сейденфаден, Гуннар
Гуннар Сейденфаден (дат. Gunnar Seidenfaden, 24 февраля 1908 — 9 февраля 2001) — датский ботаник, натуралист (естествоиспытатель) и дипломат.

## Биография
Гуннар Сейденфаден родился 24 февраля 1908 года.
В 1926—1934 годах Сейденфаден изучал ботанику в Копенгагенском университете, на факультете биологии. В 1928 году он участвовал в ботанических исследованиях в Гренландии. Гуннар Сейденфаден был датским послом в Таиланде в 1955—1959 годах, и в СССР в 1959—1961 годах. С 1961 по 1967 год Сейденфаден был главой Юридического департамента Министерства иностранных дел. Гуннар Сейденфаден был экспертом по растениям семейства Орхидные Юго-Восточной Азии и опубликовал по Орхидным несколько многотомных трудов. Он внёс значительный вклад в ботанику, описав множество видов растений.
Умер 9 февраля 2001 года.

## Научная деятельность
Гуннар Сейденфаден специализировался на водорослях и на семенных растениях.

## Некоторые публикации
- Seidenfaden, G. (1938) Moderne Arktisk Forskning, Copenhagen. English edition 1939, Modern Arctic Exploration, with a preface by Peter Freuchen, translated by Naomi Walford. 189 pp.
- Seidenfaden, G., Smitinand T. The Orchids of Thailand — A Preliminary List.
- Seidenfaden, G. Orchid Genera in Thailand vol. I—XIV. 1975—1988[2].

## Почести
В его честь были названы следующие роды растений:
- Seidenfadenia Garay
- Seidenfadeniella C.S.Kumar
- Seidenfia Szlach.
- Gunnarella Senghas
- Gunnarorchis Brieger